# Маневе
Ма́неве — село в Україні, у Борсуківській сільській громаді Кременецького району Тернопільської області. До 2020 підпорядковане Снігурівській сільській раді. Розташоване на річці Горинь, на півдні району.
Населення — 418 осіб (2001).

## Історія
Поблизу села виявлено археологічні пам'ятки раннього залізного часу і давньоруської культури.
Перша письмова згадка – 1430 р. як Манів. За переказами, татарські орди, які проходили через поселення, розпитували у місцевих жителів про подальший шлях. Місцеві мешканці, щоб увести загарбників у оману, вказували їм дорогу манівцями. Від цього, ймовірно, походить назва села.
Інша версія назви села від прізвища Маневич.
Від 1921 р. село перебувало під владою Польщі, тут було 120 дворів і проживало 617 осіб. Серед них – 18 сімей поляків і одна єврейська. Більшістю земель та лісів володів поміщик Джус. 
Від 1925 р. діяла початкова школа, яка функціонувала до 1980-х рр.
На 1936 рік село входило до ґміни Вишневець Кременецького повіту.
12 червня 2020 року, відповідно до розпорядження Кабінету Міністрів України № 724-р «Про визначення адміністративних центрів та затвердження територій територіальних громад Тернопільської області» увійшло до складу Лановецької міської громади.
19 липня 2020 року, в результаті адміністративно-територіальної реформи та ліквідації Лановецького району, село увійшло до складу Кременецького району.

## Населення

### Мова
Розподіл населення за рідною мовою за даними перепису 2001 року:
| Мова       | Кількість | Відсоток |
| ---------- | --------- | -------- |
| українська | 417       | 99.76%   |
| російська  | 1         | 0.24%    |
| Усього     | 418       | 100%     |

## Релігія
Є церква св. Миколая (1930-ті, дерев'яна).

## Соціальна сфера
Діють ФАП, торговельний заклад.

## Народилися
Стецюк Руслан (10.10. 1978 — 03.10.2022) — український військовик, учасник російсько-української війни.

## Галерея

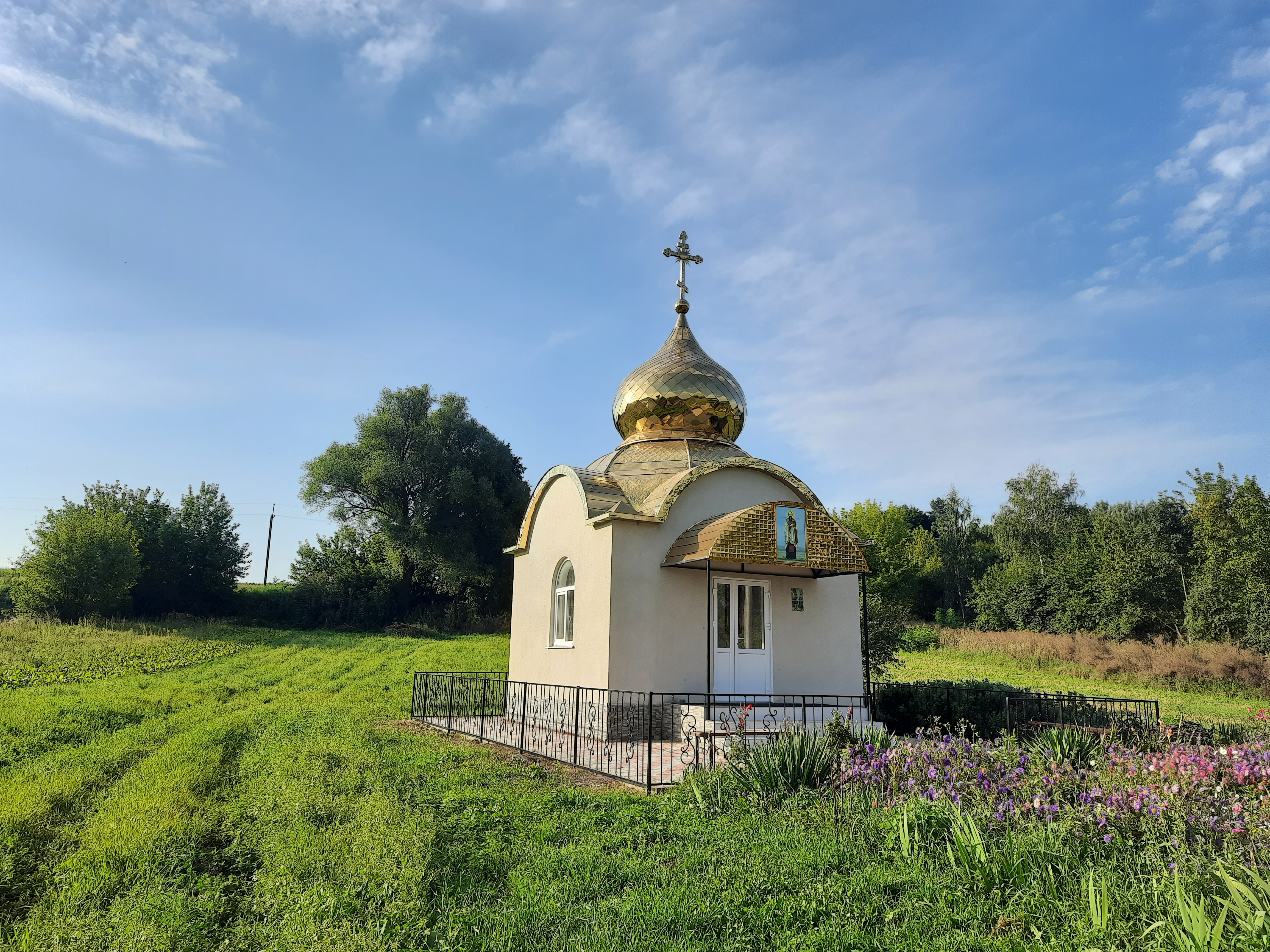
Капличка Василія Великого
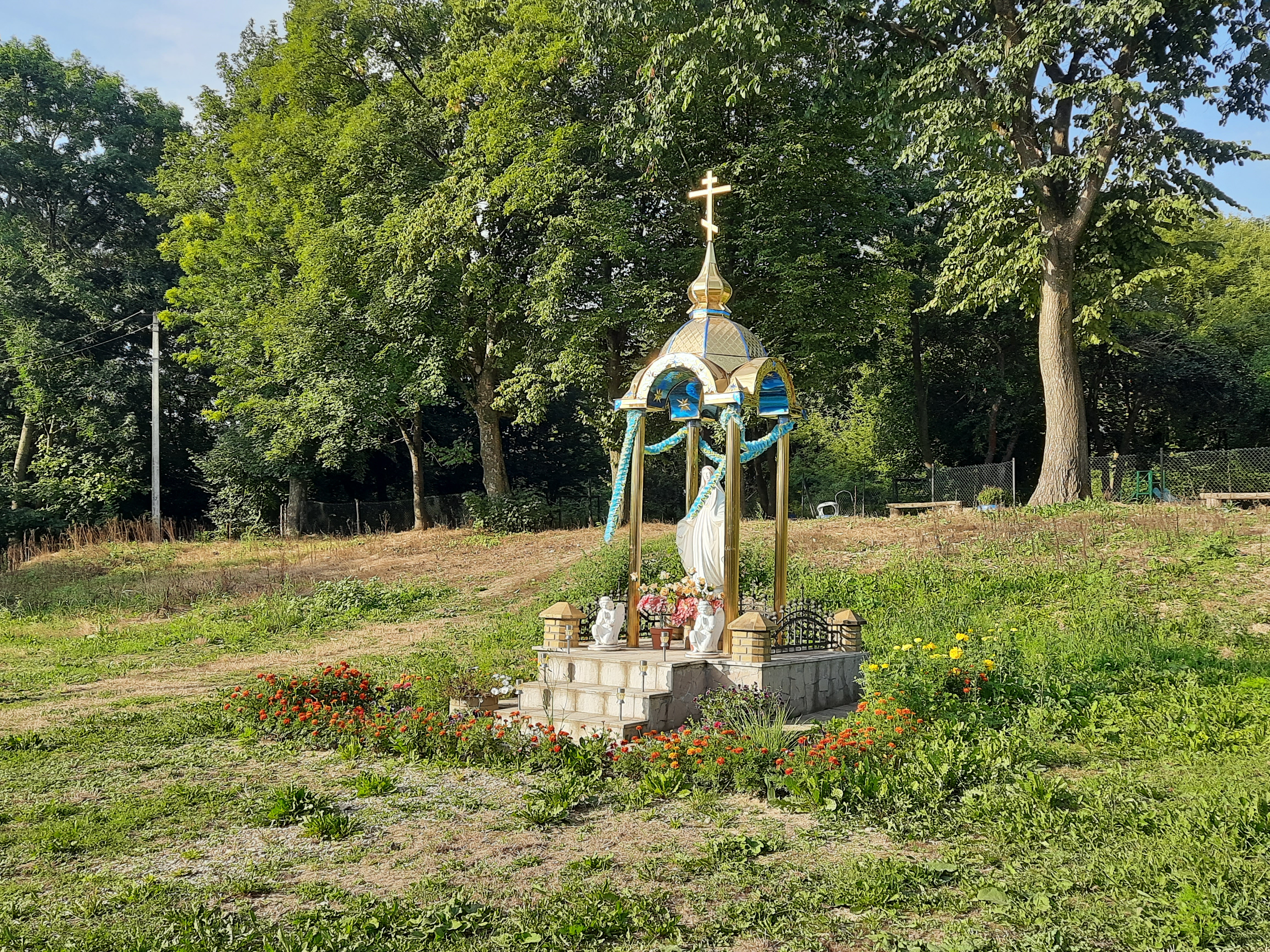
Статуя Божої Матері
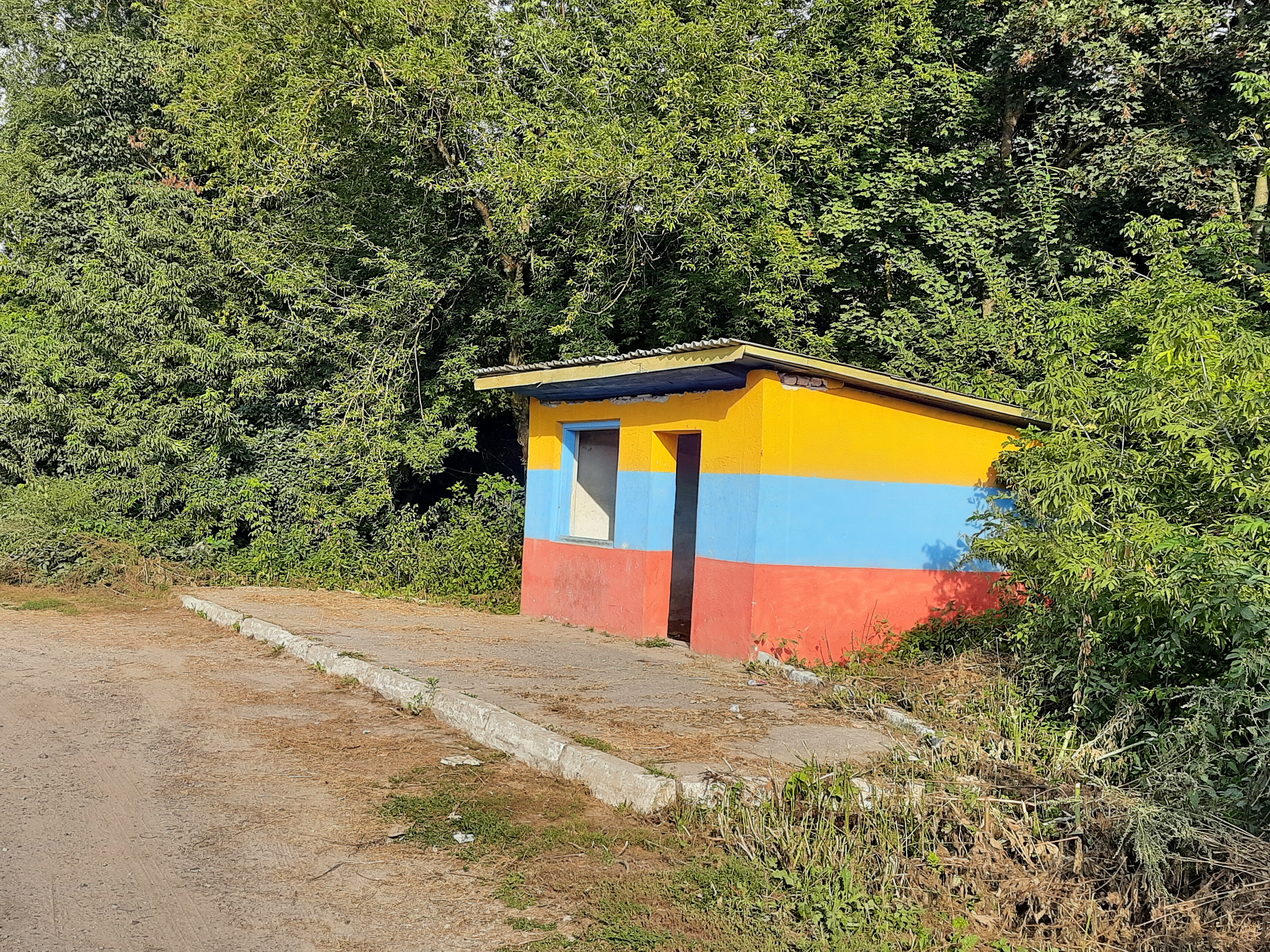
Автобусна зупинка